# Magnézium-nitrid
A magnézium-nitrid a magnézium és nitrogén szervetlen vegyülete, kémiai képlete Mg3N2. Szobahőmérsékleten és normál nyomáson zöldessárga szilárd anyag, por.

## Reakciói
A magnézium-nitrid – más fém-nitridekhez hasonlóan – vízzel ammónia képződése közben reagál.
Mg3N2(s) + 6 H2O(l) → 3 Mg(OH)2(s) + 2 NH3(g)

## Előállítása
Magnézium-nitrid előállítható fémmagnézium tiszta nitrogénatmoszférában történő hevítésével.
3 Mg + N2 → Mg3N2
Tulajdonképpen a magnézium levegőben történő égetése során is keletkezik valamennyi magnézium-nitrid a fő égéstermék, a magnézium-oxid mellett.

## Felhasználása
A bórazon (köbös bór-nitrid) első gyakorlati szintézise során magnézium-nitrid katalizátort használtak.
Ifj. Robert H. Wentorf a hexagonális bór-nitridet köbös formájúvá próbálta átalakítani hő, nyomás és katalizátor együttes felhasználásával. Már minden logikusan számba vehető katalizátort kipróbált (például amelyek mesterséges gyémánt előállítására használhatóak), de nem ért el eredményt.
Végső kétségbeesésében és kíváncsiságból (az ő megfogalmazása szerint „a lehető legtöbb hiba elkövetésével járó megközelítés” alapján)) egy kis magnéziumhuzalt adott a hexagonális bór-nitridhez, majd ugyanannak a nyomásnak és hőterhelésnek tette ki. Amikor mikroszkóp alatt megvizsgálta a huzalt, ahhoz tapadva kis méretű sötét rögöket talált. Ezek a rögök karcolták a polírozott bór-karbidot, amire a korábbi ismeretek szerint csak a gyémánt volt képes.
Az ammónia szaga alapján – melyet a magnézium-nitrid és a levegő nedvességtartalma közötti reakció okozott – Wentorf rájött, hogy a magnéziumfém a bór-nitriddel reagálva magnézium-nitridet képezett, és végül is ez volt az igazi katalizátor.

## Fordítás
Ez a szócikk részben vagy egészben  a   Magnesium nitride című angol Wikipédia-szócikk ezen változatának fordításán alapul.  Az eredeti cikk szerkesztőit annak laptörténete sorolja fel. Ez a jelzés csupán a megfogalmazás eredetét és a szerzői jogokat jelzi, nem szolgál a cikkben szereplő információk forrásmegjelöléseként.